# كليمنت الأول
كلمنت الأول أو اقليمس أو اكليمنضس هو بابا الكنيسة الكاثوليكية وقديس حسب المعتقدات المسيحية، كان رابع من تولى أسقفية روما حسب قائمة بابوات الكنيسة الكاثوليكية الرسمية، وذلك بين عامي 92 وحتى 98 أو 101؛ وهو إلى جانب ذلك أول «آباء الكنيسة».
يوجد القليل من التفاصيل المعروفة عن حياته، فمن المعروف أنه كان عضوًا بارزًا في كنيسة روما، وأحد مؤسسيها في الهزيع الأخير من القرن الأول. ووجد اسمه في أحد الرسائل الموجهة إلى كنيسة كورنثوس، والتي جاءت ردًا على الاضطرابات في هذه الكنيسة، وهذه الرسالة هي واحدة من أقدم الوثائق المسيحية التي ما تزال موجودة وهي من خارج العهد الجديد.
كان البابا يعتبر وسيطًا يرسل عن طريق الرسل لنشر تعاليم الكنيسة الأولى، سجن في عهد الإمبراطور الروماني تراجان وذلك بسبب نشره التعاليم المسيحية. واعترف به انه قديس في جميع الكنائس حيث يتم الاحتفال بذكراه في يوم 23 نوفمبر من كل عام في الكنيسة الكاثوليكية والانجيلية والكنيسة اللوثرية، وفي 24 نوفمبر يحتفل به من قبل الكنائس الأرثوذكسية الشرقية والمشرقية.

## حياته
بدءًا من التقاليد التي ترقى للقرن الثالث، حدد القديس كلمنت أنه الشخصية المذكورة في الفصل الرابع من الرسالة إلى أهل فيلبي. يعتقد أيضًا أنه كان عبد جرى إعتاقه تحت وأن اسمه الكامل «تيتوس فلافيوس كليمنس». سفر الراعي الذي يرجع للقرن الثاني لمؤلفه هرماس يذكر كليمان على أنه وسي بين الكنائس في المدن. أما الدليل البابوي الذي يصدره الكرسي الرسولي سنويًا على بابوات كنيسة روما، فيقول أن القديس كلمنت كانت يعرف القديس بطرس، كما ينصّ أنه كتب رسالتين، وأنه توفي في اليونان في السنة الثالثة من عهد الإمبراطور تراجان أي عام 101.
عندما كتب القديس بولس رسالته إلى مدينة روما يذكر «جماعة كبيرة» من المسيحيين كانت فيها، ومنها مرقس ولوقا، ويعتقد أن بولس زار روما حوالي العام 60، وكان فيها القديس بطرس أصلاً وكلاهما ماتا خلال اضطهاد المسيحيين الذي تمّ عام 67 من قبل نيرون، ثم عانت الجماعة المزيد من الاضطهاد التي حكم الإمبراطور دومتيان بين عامي 81 و96 خلال أسقفية كليمان، الذي كان بلا شك أشهر بابوات الكنيسة الكاثوليكية في الوقت المبكر.
من المعروف عن كلمنت في معرض تعليقه عن رسالة بولس الرسول إلى الكنيسة في كورنثوس، أنه يؤكد السلطة الرسولية للأساقفة والكهنة، الرسالة ذاتها يستند إليها عدد من المؤرخين لإثبات أسبقية كرسي روما المبكر، غير أن مؤرخين بيزنطيين يشيرون إلى «أولوية» محليّة وليس إلى نوع من الأولوية على كنائس العالم قاطبة. أيضًا في لارسالة يستخدم البابا مصطلحات كاهن وأسقف ومطران ما يدلّ على انتشارها في ذلك الوقت، كما هناك مجموعة من الرسائل التي تبادلها مع القديس أغناطيوس النوراني، علمًا أنه في مناطق مختلفة من العالم المسيحي ومنها مصر كان قد تم تقسيم المنطقة إلى مجموعة من الأبرشيات يرأس كل منها أسقف، غير أنه خلال حبريته ظلت القيادة في روما أشبه بالجماعية.

### وفاته
نفي القديس كلمنت من روما في عهد الأمبراطور تراجان، وأرسل للعمل في مقالع الحجارة، وقيل أنه كان هناك نقص شديد في الماء لدى السجناء وقد حل العطش بينهم. وبعدها قام القديس كلمنت بالركوع والصلاة وقعت في إثرهما أعجوبة حيث خرج من باطن الأرض تيار مياه، فشرب السجناء وأدت تلك المعجزة إلى تحول العديد من السجناء والوثنين إلى المسيحية. توفي كلمنت وهو في المنفى، وكان استشهاده في شبه جزيرة القرم حيث تم دفنه هناك. وفي عام 869، نقلت رفاته إلى روما ومن مكان دفنه في شبه جزيرة القرم حيث موضع كاتدرائية سانت كلمنت يطالب باعادة رفاته إلى هناك من قبل مدينة كييف في أوكرانيا.
في رواية ثانية للأحداث، يقال أن البابا قد قتل وأُلقي به في البحر الأسود، وقد ربط حول عنقه المرساة، وعثر إلى عظامه داخل أحد كهوف البحر وعلموا أنها للبابا من المرساة نفسها، لكن ما زالت هذه الرواية معرضة للتمحيص والتدقيق حتى اليوم.

## الكتابات
ينص كتاب الباباوات على أن كليمنت كتب رسالتين (رغم أن الرسالة الثانية، كليمنت 2، لم تعد تُنسب إليه من قبل العديد من العلماء المعاصرين).

### رسالة كليمنت
يشمل نص كليمنت الوحيد الموجود وغير المتنازع عليه رسالة إلى الجماعة المسيحية في قورنثوس القديمة، وغالبًا ما تسمى رسالة كليمانت الأولى أو كليمنت 1. يُظهر تاريخ كليمنت 1 بشكل واضح ومستمر أن كليمنت هو كاتب هذه الرسالة. تعتبر أقدم وثيقة مسيحية أصلية خارج العهد الجديد.
يكتب كليمنت إلى الجماعة المضطربة في كورنثوس حيث عُزل بعض «البرسبيترات» أو «الأساقفة» من مناصبهم (يجادل بعض المؤرخين أن فئة الإكليروس التي تعلو فئة الشمامسة كانت تُسمى باستخدام المصطلحين دون تمييز). يدعو كليمنت إلى التوبة وإعادة المعزولين إلى مناصبهم بما يتماشى مع الحفاظ على النظام والطاعة لسلطة الكنيسة، إذ أن تلاميذ المسيح هم من أسسوا خدمة «الأساقفة والشمامسة». يذكر أن «الأفخارستيا أو القربان المقدس» من وظائف الطبقة العليا من الإكليروس. تقدم الرسالة نظرة ثاقبة عن خدمة الكنيسة في ذلك الوقت وعن تاريخ الكنيسة الرومانية. كانت الرسالة تحظى بتقدير كبير، وكانت تُقرأ في الكنيسة في قورنثوس مع الكتاب المقدس نحو عام 170. 

#### اللاهوت
خضعت وجهة نظر كليمنت في التبرير لمناقشات علمية كثيرة، إذ يُقال أحيانًا أنه كان يؤيد سولا فيدي (الإيمان فقط)، رغم أن آخرين يعتقدون أنه يؤيد التآزر بين الإيمان والأعمال الصالحة. الجدل قائم، لأن كليمنت ذكر بشكل مباشر أننا «لن نبرأ بأنفسنا بل بالإيمان»، لكنه في مواضع أخرى من الرسالة يشدد على الحكم على الخطيئة. قال الباحث البروتستانتي توم شراينر أن كليمنت الرومي كان يؤيد الإيمان الموجه بالنعمة، والذي سيدفع المؤمن إلى القيام بأعمال صالحة، وقال فيليب شاف أن كليمنت ربما كان يعلّم عقيدة الإيمان وحده بينما كتبت الموسوعة الكاثوليكية أن كليمنت كان يعتقد أن الأعمال تعد جزءًا من التبرير. يعتقد كل من رودولف نوبف ورودولف بولتمان أن كليمنت كان يؤمن بالتآزر وأن المؤمن يحتاج إلى العمل بنعمة الله ليخلص. 
ذكر رودولف نوبف في شرحه لرسالة كليمنت إلى أهل قورنثوس ما يلي «تُمحى الخطايا السابقة للمسيحية بالمعمودية. أما بالنسبة للخطايا اللاحقة، يجب أن يكون لدى الشخص إيمان بالرحمة الإلهية، وفي الوقت نفسه، يجب أن يُظهر هذا الشخص أعماله الصالحة التي لا يمكن أن يخلص بدونها». جادل ديفيد داونز ضد الرأي القائل بأن كليمنت الروماني يحمل آراءً حول التآزر فقد ذكر أن كليمنت لم يكتب رسالة حول اللاهوت الخلاصي العميق، بل قدم توجيهًا أخلاقيًا إلى أهل قورنثوس، فقال ديفيد: «وفقًا للاقتصاد الخلاصي لكليمنت، كل شيء يعتمد على الصلاح والرحمة واختيار الخالق، الأمور التي تليق بـ«القسم المختار» من قبل يسوع».

### الكتابات المنسوبة سابقًا إلى كليمنت

#### رسالة كليمنت الثانية
رسالة كليمنت الثانية هي عبرة أو موعظة، كُتبت غالبًا في قورنثوس أو روما، ولكن ليس بقلم كليمنت. غالبًا ما كانت التجمعات المسيحية الأولى تشترك في العظات التي تُقرأ فيما بينها. تصف العظة الشخصية المسيحية والتوبة. يُحتمل أن تكون الكنيسة التي أرسل منها كليمنت رسالته قد أدرجت العظة الاحتفالية في رسالة واحدة لتوفير التكاليف، وهكذا، أصبحت العظة تُعرف باسم رسالة كليمنت الثانية.
رغم أن رسالة كليمنت 2 كانت تُنسب إليه تقليديًا، يعتقد معظم العلماء أنها كُتبت في القرن الثاني استنادًا إلى المواضيع العقائدية للنص والتطابق القريب في الكلمات ما بين رسالة كليمنت 2 وإنجيل المصريين اليوناني. سبق أن أعرب كل من يوسابيوس وجيروم عن شكوكهما حول التأليف في العصور القديمة. 

#### رسالتان عن البتولية
نُسبت «رسالتان عن البتولية» تقليديًا إلى كليمنت، ولكن، يوجد إجماع شبه عام على أن كليمنت لم يكن كاتب هاتين الرسالتين.

#### مراسيم زائفة
هناك مجموعة من التشريعات الكنسية التي تعود إلى القرن التاسع والمعروفة باسم المراسيم الزائفة، والتي نُسبت ذات مرة إلى إيزيدور الإشبيلي، وهي تتألف إلى حد كبير من تزييفات. كل ما تقدمه على أنه رسائل الباباوات ما قبل مجمع نيقية بدءًا من كليمنت هي مزورة، بالإضافة إلى بعض الوثائق التي تنسبها إلى المجامع؛ ويوجد أكثر من أربعين تزويرًا في القرارات التي تدعي أنها تابعة لباباوات ما بعد مجمع نيقية من سلفستر الأول (314-335) وصولًا إلى غريغوري لثاني (715-731). كانت المراسيم الزائفة جزءًا من سلسلة من التزييفات للتشريعات السابقة من قبل حزب في الإمبراطورية الكارولنجية كان هدفه الرئيسي تحرير الكنيسة والأساقفة من تدخل الدولة والمطارنة على التوالي.
أُدرج كليمنت ضمن قائمة البابوات المسيحيين الأوائل الآخرين باعتبارهم مؤلفين للمراسيم الإيزيدورية الزائفة (أو المغالطة)، وهي تزويرات من القرن التاسع. تصور هذه المراسيم والرسائل حتى الباباوات الأوائل على أنهم يدّعون امتلاك السلطة المطلقة والعالمية. يعد كليمنت أقدم بابا يُنسب إليه نص إيزيدوري زائف.

## الاعتراف بقداسته
القديس كليمنت هو أحد الباباوات الرومان القلائل الذين كُرّست كنيسة أرثوذكسية روسية باسمهم.
اسم كليمنت موجود في القانون الروماني للقداس الإلهي. يُحتفل بذكراه في 23 نوفمبر كونه بابا وشهيد في الكنيسة الكاثوليكية وأيضًا في الاتحاد الأنجليكي والكنيسة اللوثرية. تُحيي كل من الكنيسة السريانية الأرثوذكسية والكنيسة السريانية الملنكارية الأرثوذكسية والكنيسة المقدونية الأرثوذكسية وكنيسة الروم الأرثوذكس والكنيسة السريانية الكاثوليكية وكنيسة الملنكار الكاثوليك وجميع الكنائس الكاثوليكية الشرقية ذات الطقوس البيزنطية، ذكرى كليمنت الروماني (الذي يُدعى بالسريانية «مور كليميس») في 24 نوفمبر؛ أما الكنيسة الأرثوذكسية الروسية فتحيي ذكرى كليمنت في 25 نوفمبر. يُكرم كليمنت في كنيسة إنجلترا والكنيسة الأسقفية في 23 نوفمبر.
تشتهر كنيسة القديس كليمنت في موسكو بتصميمها الداخلي الباروكي وقاطعها الأيقوني اللمّاعين، بالإضافة إلى مجموعة من الدرابزينات المذهبة التي تعود إلى القرن الثامن عشر. حُلت الأبرشية في عام 1934 وهُدمت البوابة الأصلية القائمة بذاتها. خزنت مكتبة لينين الحكومية كتبها في المبنى طوال الفترة السوفيتية. لم يعد المبنى إلى الكنيسة الأرثوذكسية الروسية حتى عام 2008.